# Эггерт, Константин Петрович
Константи́н Петро́вич Э́ггерт (род. 22 мая 1964, Москва) — российский журналист, публицист, обозреватель. Лауреат премии Правительства Российской Федерации в области СМИ (2013). Ведущий программ на радиостанции «Коммерсантъ FM» и телеканале «Дождь», главный редактор московского бюро русской службы «Би-би-си» (2002—2009). Внук Константина Владимировича Эггерта (1883—1955) — актёра, режиссёра и сценариста. Член Общественного совета Российского еврейского конгресса.

## Биография
Его отец был кинооператором, мать — врачом. Родители Константина развелись, так что его воспитывала мать, поэтому он взял её фамилию — Эггерт. По происхождению — из балтийских немцев. Назван в честь деда, репрессированного в 1930-е годы. 
В 1987 году окончил Институт стран Азии и Африки при МГУ, где изучал арабский язык и историю Ближнего Востока. В 1985 году, ещё будучи студентом четвёртого курса, работал переводчиком иорданской делегации на XII Всемирного фестиваля молодёжи и студентов.
С 1987 по 1990 год проходил службу в качестве переводчика в составе советской военной миссии в Йеменской Арабской Республике. 
Поскольку являлся внуком репрессированного, вместе со своей матерью вступил в общество «Мемориал».
1 мая 2025 года обьявил о выходе из гражданства России.

## Журналистская деятельность
С 1990 по 1992 год работал корреспондентом в газете «Куранты». Параллельно начал сотрудничать с радиостанцией «Эхо Москвы» как международный комментатор и ведущий программ.
С 1992 по 1998 год работал в газете «Известия». Был зарубежным корреспондентом, впоследствии — заместителем редактора по делам зарубежья. Бывал в журналистских командировках на Ближнем Востоке, в Ираке, Иране, Таджикистане, Афганистане и на Балканах. Тогда же начал выступать с лекциями по российской политике на международных конференциях.
С 1998 года работал на Би-би-си. В 2002 году стал главным редактором московского бюро Русской службы Би-Би-Си, параллельно продолжая заниматься журналистикой — вёл программу «Утро на Би-Би-Си», освещал крупные события, включая захват театрального центра на Дубровке, саммиты «Большой восьмёрки», президентские выборы 2008 года в США.
В 2008 году был удостоен звания Почётного члена гражданского подразделения Ордена Британской Империи от королевы Елизаветы II[уточнить]. В том же году Президент Литвы Валдас Адамкус наградил его Командорским крестом ордена «За заслуги перед Литвой».
С 2009 по 2010 год работал в российском подразделении ExxonMobil в качестве вице-президента по связям с общественностью и органами госвласти.
В 2010 году избран президентом Британского клуба выпускников (British Alumni Club), созданного в 1998 году в Москве и объединяющего российских выпускников британских учебных заведений «в целях их общения и оказания помощи в их дальнейшем обучении и развитии».
В 2010 году стал независимым аналитиком и консультантом. С декабря 2010 года начал работать на радиостанции «Коммерсантъ FM» в качестве политического комментатора и ведущего программ, и с перерывами работал там до декабря 2015 года. С 11 марта по июль 2013 года исполнял обязанности главного редактора радиостанции «Коммерсантъ FM».
В 2016—2017 годах вёл программу «Американские гонки» о президентских выборах в США и итоговую программу «Здесь и сейчас» на телеканале «Дождь».
Является членом Королевского Института международных отношений в Лондоне. До прекращения издания в 2014 году был членом общественного редакционного совета ежеквартального журнала «Pro et Contra», издававшегося Московским представительством Фонда Карнеги. Член редколлегии ежеквартального журнала «Индекс безопасности».
С 2014 года проживает в Литве, пишет еженедельную колонку для медиакомпании Deutsche Welle. С августа 2020 года — ведущий программы «вТРЕНДde» на Deutsche Welle.
Лауреат премии Медиасоюза «Verbum Aurum» (2006 год), премии Союза журналистов Москвы (2012 год). Лауреат премии Правительства Российской Федерации в области СМИ (2013 год).
В сентябре 2020 года подписал письмо в поддержку протестных акций в Белоруссии.
25 августа 2023 года Министерством юстиции России внесён в список физических лиц «иностранных агентов».

## Номинации и премии
- Почётный член ордена Британской империи (2008 год, Великобритания)[6].
- Командор ордена «За заслуги перед Литвой» (26 июня 2008 года, Литва)[11].
- Премия Правительства Российской Федерации в области средств массовой информации (17 декабря 2013 года) — за организацию вещания радиостанции «Коммерсант FM»[12].
- Премия «Скрипач на крыше» в номинации «Журналистика» (2018) — за цикл передач «Трудно быть с Богом» на телеканале «Дождь»[13].
- Премия «Золотой глагол» Медиасоюза России за 2006 год[6].
- Премия «Телегранд» 2008 года[6].
- Премии Союза журналистов Москвы 2013 года[6].

## Примечание
1. ↑  Биография на сайте Российского еврейского конгресса. Дата обращения: 26 апреля 2019. Архивировано из оригинала 1 ноября 2020 года.
2. ↑  Константин Эггерт. Комментарий: Фестиваль молодежи и студентов - Че Гевара в гостях у Путина. Deutsche Welle (14 октября 2017).
3. ↑  Би-Би-Си | Передачи | Константин Эггерт: влюблен в прямой эфир. web.archive.org (14 апреля 2006). Дата обращения: 5 мая 2025.
4. ↑  Константин Эггерт: «Это было время морального подъема, и в журналистике в том числе» — Расцвет российских СМИ. Дата обращения: 26 июня 2025.
5. ↑  Журналист Константин Эггерт вышел из гражданства РФ — SOTA
6. 1 2 3 4 5  Константин фон Эггерт. Дата обращения: 20 декабря 2023. Архивировано 20 декабря 2023 года.
7. ↑  Inc, TV Rain. Американские гонки. tvrain.tv. Дата обращения: 5 мая 2025.
8. ↑  Константин Эггерт / DW. Дата обращения: 6 августа 2021. Архивировано 6 августа 2021 года.
9. ↑  «Мы глубоко возмущены, что диалогу с обществом власть предпочитает насилие»
10. ↑  О реестре иностранных агентов. Минюст РФ (25 августа 2023).
11. ↑  Dėl Lietuvos Respublikos ir užsienio valstybių piliečių apdovanojimo Lietuvos valstybės ordinais ir medaliais Liepos 6-osios – Valstybės (Lietuvos Karaliaus Mindaugo karūnavimo) dienos proga. Дата обращения: 20 декабря 2023. Архивировано 20 декабря 2023 года.
12. ↑  Распоряжение Правительства Российской Федерации от 17 декабря 2013 года № 2376-р (PDF). Официальный сайт Правительства Российской Федерации (18 декабря 2013). — О присуждении премий Правительства Российской Федерации 2013 года в области средств массовой информации. Дата обращения: 29 декабря 2013. Архивировано 6 марта 2021 года.
13. ↑  Премия «Скрипач на крыше» 2018. Дата обращения: 20 декабря 2023. Архивировано 20 декабря 2023 года.